# Chirbat al-Hamam
Chirbat al-Hamam (arab. خربة الحمام) – miejscowość w Syrii, w muhafazie Hims. W 2004 roku liczyła 4817 mieszkańców.